# مسجد وصيف
مسجد وصيف إحدى قرى مركز زفتى التابع لمحافظة الغربية بجمهورية مصر العربية.

## التاريخ
قرية مسجد وصيف من القرى القديمة، واسمها الأصلي وقت الفتح الإسلامي لمصر شنيس، وقد وردت باسم شنيس ومنية برق واسمها أيضًا مسجد وصيف في أعمال جزيرة قوسينا ضمن قرى الروك الصلاحي التي أحصاها ابن مماتي في كتاب قوانين الدواوين، كما وردت باسم مسجد وصيف في أعمال الغربية ضمن قرى الروك الناصري التي أحصاها ابن الجيعان في كتاب «التحفة السنية بأسماء البلاد المصرية».

## السكان
بلغ عدد سكان مسجد وصيف 16,860 نسمة حسب تقدير عام 2018.
| السنة  | 1882 | 1897 | 1907 | 1927 | 1947 | 1960 | 1976 | 1986 | 1996   | 2006   | 2018   |
| ------ | ---- | ---- | ---- | ---- | ---- | ---- | ---- | ---- | ------ | ------ | ------ |
| القرية | 2018 | 2733 | 3221 | 4207 | 4320 | 5090 | 7342 | 9754 | 11,874 | 13,882 | 16,860 |